# Mysmenopsis cidrelicola
Espèce
Synonymes
- Theridion cidrelicola Simon, 1895

Mysmenopsis cidrelicola est une espèce d'araignées aranéomorphes de la famille des Mysmenidae.

## Distribution
Cette espèce est endémique du Venezuela.

## Description
Le mâle holotype mesure 2,3 mm. La femelle décrite par Platnick et Shadab en 1978 mesure 1,66 mm.
Cette araignée est kleptoparasite, elle se rencontre sur la toile de Dipluridae.

## Publication originale
- Simon, 1895 : Études arachnologiques. 26e. XLI. Descriptions d'espèces et de genres nouveaux de l'ordre des Araneae. Annales de la Société Entomologique de France, vol. 64, p. 131-160 (texte intégral).